# المپیک زمستانی ۱۹۹۸
بازی‌های المپیک زمستانی ۱۹۹۸ (به انگلیسی: XVIII Olympic Winter Games) در شهر ناگانو، ژاپن از ۷ تا ۲۲ فوریه ۱۹۹۸ برگزار شد. در این سری از بازی آلمان با ۱۲ طلا، ۹ نقره و ۸ برنز با دو پله صعود نسبت به دوره قبل که در نروژ برگزار شده بود اول شد. میزبان دوره قبل با۱۰ طلا، ۰نفره و ۵برنز همانند چهار سال پیش دوم شد. روسیه، قهرمان بازی‌های المپیک ۱۹۹۴ با ۹ طلا ۶ نقره و ۳برنز با دو پله سقوط نسبت به دوره قبل سوم شد. کشور میزبان نیز مقامی بهتر از هفتمی به دست نیاورد. تیم ایران با تنها شرکت‌کننده خود یعنی حسن شمشکی به هیچ مقامی دست پیدا نکرد.

## ورزش‌ها
- ورزش دوگانه
- بابسلد
- کرلینگ
- هاکی روی یخ
- اسکیت
  -  اسکیت نمایشی
  -  اسکیت سرعت
  -  اسکیت سرعت مسیر کوتاه
- لژسواری
- اسکی
  -  اسکی نمایشی
  -  اسکی آلپاین
  - اسکی نوردیک
    -  نوردیک ترکیبی
    -  اسکی صحرانوردی
    -  اسکی پرش

  -  اسنوبرد

## کشورهای شرکت‌کننده
- آندورا (۳)
- آرژانتین (۲)
- ارمنستان (۷)
- استرالیا (۲۳)
- اتریش (۹۶)
- جمهوری آذربایجان (۴)
- بلاروس (۵۹)
- بلژیک (۱)
- برمودا (۱)
- بوسنی و هرزگوین (۸)
- برزیل (۱)
- بلغارستان (۱۹)
- کانادا (۱۴۴)
- شیلی (۳)
- چین (۵۵)
- کرواسی (۶)
- قبرس (۱)
- جمهوری چک (۶۰)
- دانمارک (۱۲)
- استونی (۲۰)
- فنلاند (۸۵)
- فرانسه (۱۰۶)
- گرجستان (۴)
- آلمان (۱۲۵)
- بریتانیای کبیر (۳۴)
- یونان (۱۳)
- مجارستان (۱۷)
- ایسلند (۷)
- هند (۱)
- ایران (۱)
- ایرلند (۶)
- اسرائیل (۳)
- ایتالیا (۱۱۲)
- جامائیکا (۶)
- ژاپن (۱۵۶) (میزبان)
- قزاقستان (۶۰)
- کنیا (۱)
- کره شمالی (۸)
- کره جنوبی (۳۷)
- قرقیزستان (۱)
- لتونی (۲۹)
- لیختن‌اشتاین (۸)
- لیتوانی (۷)
- لوکزامبورگ (۱)
- مقدونیه (۳)
- مولداوی (۲)
- موناکو (۴)
- مغولستان (۳)
- هلند (۲۲)
- نیوزیلند (۸)
- نروژ (۷۶)
- لهستان (۳۹)
- پرتغال (۲)
- پورتوریکو (۶)
- رومانی (۱۶)
- روسیه (۱۲۲)
- اسلواکی (۳۷)
- اسلوونی (۳۴)
- آفریقای جنوبی (۲)
- اسپانیا (۱۲)
- سوئد (۹۹)
- سوئیس (۶۹)
- چین تایپه (۷)
- ترینیداد و توباگو (۲)
- ترکیه (۱)
- اوکراین (۵۶)
- ایالات متحده آمریکا (۱۸۶)
- اروگوئه (۱)
- ازبکستان (۴)
- ونزوئلا (۱)
- جزایر ویرجین (۷)
- یوگسلاوی (۲)

## جدول مدال‌ها
*   کشور میزبان (ژاپن)
| رتبه           | NOC                 | طلا | نقره | برنز | مجموع |
| -------------- | ------------------- | --- | ---- | ---- | ----- |
| ۱              | آلمان               | ۱۲  | ۹    | ۸    | ۲۹    |
| ۲              | نروژ                | ۱۰  | ۱۰   | ۵    | ۲۵    |
| ۳              | روسیه               | ۹   | ۶    | ۳    | ۱۸    |
| ۴              | کانادا              | ۶   | ۵    | ۴    | ۱۵    |
| ۵              | ایالات متحده آمریکا | ۶   | ۳    | ۴    | ۱۳    |
| ۶              | هلند                | ۵   | ۴    | ۲    | ۱۱    |
| ۷              | ژاپن*               | ۵   | ۱    | ۴    | ۱۰    |
| ۸              | اتریش               | ۳   | ۵    | ۹    | ۱۷    |
| ۹              | کره جنوبی           | ۳   | ۱    | ۲    | ۶     |
| ۱۰             | ایتالیا             | ۲   | ۶    | ۲    | ۱۰    |
| ۱۱             | فنلاند              | ۲   | ۴    | ۶    | ۱۲    |
| ۱۲             | سوئیس               | ۲   | ۲    | ۳    | ۷     |
| ۱۳             | فرانسه              | ۲   | ۱    | ۵    | ۸     |
| ۱۴             | جمهوری چک           | ۱   | ۱    | ۱    | ۳     |
| ۱۵             | بلغارستان           | ۱   | ۰    | ۰    | ۱     |
| ۱۶             | چین                 | ۰   | ۶    | ۲    | ۸     |
| ۱۷             | سوئد                | ۰   | ۲    | ۱    | ۳     |
| ۱۸             | اوکراین             | ۰   | ۱    | ۰    | ۱     |
| ۱۸             | دانمارک             | ۰   | ۱    | ۰    | ۱     |
| ۲۰             | بلاروس              | ۰   | ۰    | ۲    | ۲     |
| ۲۰             | قزاقستان            | ۰   | ۰    | ۲    | ۲     |
| ۲۲             | استرالیا            | ۰   | ۰    | ۱    | ۱     |
| ۲۲             | بریتانیای کبیر      | ۰   | ۰    | ۱    | ۱     |
| ۲۲             | بلژیک               | ۰   | ۰    | ۱    | ۱     |
| مجموع (۲۴ NOC) | مجموع (۲۴ NOC)      | ۶۹  | ۶۸   | ۶۸   | ۲۰۵   |